# Herslev
Herslev – miasto w Danii, w regionie Zelandia, w gminie Lejre.